# Eurytoma lyubae
Eurytoma lyubae är en stekelart som beskrevs av Zerova 1995. Eurytoma lyubae ingår i släktet Eurytoma och familjen kragglanssteklar.
Artens utbredningsområde är Turkmenistan. Inga underarter finns listade i Catalogue of Life.